# Alejandro Toledo
Alejandro Celestino Toledo Manrique (Cabana, Áncash, 28 de marzo de 1946) es un economista y político peruano. Fue presidente de la República del Perú desde 28 de julio de 2001 hasta el 28 de julio de 2006. Ocupó el cargo en elecciones democráticas después del gobierno transitorio de Valentín Paniagua.
Estudió en la Universidad de San Francisco y luego en la Universidad de Stanford. Se vinculó originalmente al ámbito técnico y académico, desde donde participó como analista sobre política y economía en algunas oportunidades. Ingresó a la política activa al fundar el partido País Posible, participando por primera vez en las elecciones de 1995. En 2000 logró convertirse en el mayor líder de oposición al gobierno de Alberto Fujimori, ante el cual en medio de un proceso controvertido y accidentado, perdió por segunda vez los comicios. Finalizada la etapa de transición y el retorno de la democracia en Perú, participó por tercera vez en las elecciones de 2001 junto a Lourdes Flores (UN) y Alan García (PAP); compitió con este último en la segunda vuelta, donde obtuvo la victoria con 53,08 % de votos válidos.
Su gobierno se caracterizó por la consolidación del desarrollo macroeconómico del país, fomentando la inversión extranjera, la firma de tratados de libre comercio e implementación de varios proyectos de inversión en infraestructura y desarrollo humano. Durante su mandato, Toledo sufrió una crisis de gobernabilidad, escándalos en su vida personal y denuncias de corrupción contra su entorno, signos que golpearon su popularidad hasta caer a un 8% de aprobación por la ciudadanía. Posteriormente, intentaría regresar a Palacio de Gobierno siendo candidato presidencial por Perú Posible en las elecciones generales de 2011  y 2016, quedando en cuarto y octavo lugar respectivamente.
Tras su presidencia formó parte, como miembro distinguido residente, del Centro de Estudios Avanzados y Ciencias del Comportamiento de la Universidad de Stanford y ha sido profesor visitante en el Centro para la Democracia, el Desarrollo y el Cumplimiento de la Ley del Instituto Freeman Spogli. Toledo ha sido expositor de conferencias en distintos países sobre economía, inclusión y democracia, además de dirigente de su partido político. En 2006 fundó el Centro Global para el Desarrollo y la Democracia, organismo con el cual promueve democracias sostenibles; y entre 2009 y 2010 fue profesor visitante en la Escuela de Estudios Internacionales Avanzados en Política Exterior y Economía Global y Desarrollo de la Universidad Johns Hopkins y docente de Política Exterior en la Brookings Institution.
El 16 de julio de 2019 fue arrestado en Estados Unidos por mandato de extradición al Perú según informó el Ministerio Público. El 8 de agosto, Graham Archer, abogado de oficio del exmandatario solicitó un pedido de libertad bajo fianza ante el juez estadounidense Thomas S. Hixson. El 12 de septiembre de 2019 el juez dictaminó improcedente su pedido de reconsideración. Sin embargo, el 19 de marzo de 2020 se le concedió la libertad bajo fianza.
En febrero de 2023, el Departamento de Estado de los Estados Unidos concedió la extradición solicitada por Perú por delitos de corrupción. En abril de 2023, un juez de Estados Unidos ordenó su detención con fines de extradición. Posteriormente el 22 de abril Toledo se dirigió al aeropuerto de Los Ángeles para viajar a Perú donde fue trasladado al penal Barbadillo. En octubre del mismo año, comenzó el juicio en su contra. El 12 de julio del 2024, se afilió al Partido Demócrata Verde.

## Biografía
Alejandro Toledo nació en el Centro Poblado de Ferrer del distrito de Bolognesi, pero fue registrado en el vecino distrito de Cabana, en la provincia de Pallasca, en la Región Áncash, el 28 de marzo de 1946. Sus padres fueron Anatolio Toledo Campos (natural de Nazca, de ascendencia ayacuchana y arequipeña) y Margarita Manrique Matienzo, una familia de campesinos de Pallasca y de situación económica baja.
Fue el octavo de dieciséis hijos, de los cuales solo sobrevivieron nueve debido a las precarias condiciones en que vivía su familia. En 1950, su familia se mudó a Chimbote en busca de un futuro mejor por medio de la pesca de anchoveta.
Fue el tercer presidente peruano no blanco, después de Andrés de Santa Cruz y Luis Miguel Sánchez Cerro, al tener un altísimo grado de ascendencia indígena peruana quechua.

## Educación y experiencia profesional
En su infancia, trabajaba como lustrabotas para contribuir a la economía familiar, la cual era muy precaria. Estas actividades las seguía paralelamente con sus estudios primarios.
Cursó sus estudios secundarios en la Gran Unidad Escolar San Pedro de Chimbote, donde destacó por sus habilidades matemáticas; en su último año de estudios consiguió una beca a la Universidad de San Francisco a través de la amistad que trabó con unos voluntarios del Cuerpo de Paz de los Estados Unidos.
Estudió Economía y Administración de empresas en la Universidad de San Francisco, de donde se graduó en 1970; luego de ello obtuvo una maestría en Educación (1972) y otra en Economía de los Recursos Humanos (1974), ambas en la Universidad de Stanford. Es en esta universidad donde conoció a Eliane Karp, con quien contrajo matrimonio el 20 de enero de 1979, en Sunnyvale, California, EE. UU, se divorciaron en 1992 y se volvieron a casar en 1997.
En 1974 se desempeñó como consultor en el Stanford Research Institute (SRI). Al año siguiente (1975) se mudó a París, en donde fue Investigador principal de la Organización para la Cooperación y el Desarrollo Económico (OCDE). Regresó al Perú en 1976 para ser parte del Comité de Asesores Económicos del Banco Central de Reserva del Perú y del Ministerio de Trabajo.
En 1978 fue consultor del Banco Interamericano de Desarrollo en Washington D. C. y profesor asociado de Economía en la American University. Al siguiente año, trabajó como Economista principal de Recursos Humanos en el Banco Mundial. Fue profesor en la Universidad de Ingeniería entre 1979-1981 en la facultad de Ingeniería Industrial.
De 1983 a 1985 brindó asesoría técnica al poder ejecutivo y desde 1986 enseñó en la Escuela de Administración de Negocios para Graduados (ESAN), siendo Director de la misma y en donde se mantiene como profesor con licencia.
En 1989 viajó a Nueva York y fue líder de la misión del PNUD y de la OIT para la evaluación de|l: "Impacto de las Políticas Macroeconómicas sobre el Crecimiento, Empleo y Salarios" en seis países de América Central.
Desde 1991 hasta 1994 fue miembro del Instituto para el desarrollo Internacional de la Universidad de Harvard, además se desempeñó como profesor visitante en la Universidad de Waseda en Tokio. En 1993 regresó a la Universidad de Stanford para culminar un doctorado en Economía de los Recursos Humanos. 

## Ingreso a la política

### Elecciones generales de 1995
En diciembre de 1994 anunció su candidatura a las elecciones presidenciales de 1995 encabezando la agrupación electoral Perú Posible que estableció alianza con la Coordinadora Democrática, llamada CODE - País Posible.
Toledo fue designado candidato de la alianza y a pesar de alcanzar, en las encuestas previas, un creciente 11% (hecho que lo llevó a ser calificado como el "fenómeno Toledo") en los resultados oficiales solo alcanzó un 3,5% de los votos válidamente emitidos. Esas elecciones las ganó con más del 62% de las preferencias el entonces presidente Fujimori.

### Secuestro
Alejandro Toledo asistió a la recepción por el natalicio del emperador del Japón, dada en diciembre de 1996 en la residencia del embajador de Japón en San Isidro. La casa fue tomada por la organización terrorista peruana Movimiento Revolucionario Túpac Amaru, Toledo estuvo brevemente secuestrado en la llamada Toma de la residencia del embajador de Japón en Lima. Tras tensas negociaciones, Alejandro Toledo, Javier Diez Canseco y los embajadores de Brasil, Corea y Egipto son liberados no sin antes ser obligados a leer una proclama del MRTA. El resto de los secuestrados permaneció en el lugar, y fueron rescatados posteriormente por comandos del ejército que tomaron por asalto la residencia en la Operación Chavín de Huántar.

### Elecciones generales de 2000
Para el proceso electoral de 2000, Toledo se presentó encabezando su propia agrupación llamada Partido Político Perú Posible. Este proceso estuvo envuelto en controversia debido a la decisión del entonces presidente Alberto Fujimori de postular a un segundo mandato constitucional de acuerdo a la nueva Constitución ya vigente desde 1993.
En aras de la unidad contra el régimen Fujimorista, Toledo instó a los partidos políticos de oposición a presentar un candidato único, sosteniendo conversaciones con Luis Castañeda Lossio y Alberto Andrade Carmona para lograrlo. Al fracasar este intento, los líderes de oposición instan a votar por Toledo para prevenir que Fujimori venciera en primera vuelta. Para el Parlamento, muchos de sus candidatos fueron seleccionados de las filas del Partido Popular Cristiano.
Su plancha presidencial estuvo integrada por Carlos Ferrero Costa (Primera Vicepresidencia), abogado y antiguo aliado del presidente Fujimori; y por David Waisman (Segunda Vicepresidencia), empresario y dirigente de Perú Posible.
| Candidatos       | Candidatos               | Candidatos              |
| a la Presidencia | a la 1.ª Vicepresidencia | a la 2ª Vicepresidencia |
| ---------------- | ------------------------ | ----------------------- |
| Alejandro Toledo | Carlos Ferrero Costa     | David Waisman           |

#### Primera vuelta
En un proceso eleccionario plagado de críticas por parte de los observadores nacionales e internacionales, Toledo quedó en un disputado segundo lugar con un 40,3% de las preferencias frente a un 49,8% de Alberto Fujimori.
- Resultados de la primera vuelta: (votos válidos)[41]
  - Alianza Electoral Perú 2000: 5 528 394 (49,87 %)
  - Partido Perú Posible: 4 460 812 (40,24 %)
  - Otros: 1 095 311 (9,89 %)

#### Segunda vuelta
Debido a las denuncias de fraude que existieron después de la elección, Toledo anunció, el 18 de mayo de 2000, que no se presentaría en la segunda vuelta si es que esta no se aplazaba dos semanas y se subsanaban todas las observaciones formuladas. Ante la falta de respuesta, el 26 de mayo de ese año, Toledo desistió (pero no oficializó su renuncia ante el JNE) de participar en la segunda vuelta, solicitando a los votantes a que voten en blanco o viciado.
El día de las elecciones (28 de mayo), en el tradicional "flash electoral", existió un 25,6 % de votos válidamente emitidos a favor de Toledo en tanto que los votos en blanco y viciados alcanzaron el 31 %. Esto adjudicó la victoria a Alberto Fujimori.
- Resultados de la segunda vuelta: (votos válidos)[42]
  - Alianza Electoral Perú 2000: 6 041 685 (74,33 %)
  - Partido Perú Posible: 2 086 215 (25,66 %)

### Oposición al régimen de Alberto Fujimori
Desde esa fecha, Toledo encabezó lo que llamó una "resistencia pacífica" en contra del tercer periodo de gobierno de Fujimori. El 28 de julio de 2000 se produjo una jornada de protesta nacional denominada La Marcha de los Cuatro Suyos, en la cual hubo personajes a nivel nacional así (congresistas electos, periodistas, personas de a pie que caminaron grandes distancias para llegar a la marcha) como también asistieron personajes de nivel internacional para demostrar su apoyo, como fue el caso del expresidente argentino Raúl Alfonsín (1983-1989).
Lamentablemente, la marcha se convertiría en tragedia, pues se produjo la infiltración de delincuentes presuntamente enviados por Vladimiro Montesinos, jefe del Servicio de Inteligencia Nacional y mano derecha del hasta ese momento presidente Alberto Fujimori, quienes causaron destrozos en la propiedad pública y provocaron el incendio a uno de los locales más importantes del estatal Banco de la Nación, además se provocó la muerte de seis guardias de seguridad que allí se encontraban. Estos incidentes colocaron mayor presión política sobre el presidente Alberto Fujimori. Meses después de la marcha se revelarían los "Vladivideos" que marcarían el fin del régimen de Fujimori, quien unos meses más tarde se fugaría del país y se refugiaría en Japón, desde donde enviaría por fax su renuncia a la Presidencia de la República.

### Elecciones generales de 2001
Luego de la renuncia de Fujimori y su autoexilio en el Japón, el 22 de noviembre de 2000, el presidente del Congreso Valentín Paniagua Corazao asumió la presidencia de la República de manera transitoria y en su mandato convocó a elecciones para mayo de 2001.
La plancha presidencial de Toledo Manrique estuvo integrada por el empresario Raúl Díez-Canseco (Primera Vicepresidencia) y por David Waisman (Segunda Vicepresidencia), congresista y dirigente de Perú Posible.
| Candidatos       | Candidatos               | Candidatos              |
| a la Presidencia | a la 1.ª Vicepresidencia | a la 2ª Vicepresidencia |
| ---------------- | ------------------------ | ----------------------- |
| Alejandro Toledo | Raúl Díez-Canseco        | David Waisman           |

#### Primera vuelta
Tal como indicaban las encuestadoras semanas antes de las elecciones, ningún candidato superó el 50 % más 1 voto requeridos, por lo que los dos participantes que obtuvieron mayor votación (Alejandro Toledo y Alan García), pasaron a una segunda vuelta, que se realizó el 3 de junio de 2001.
- Resultados de la primera vuelta: (votos válidos)
  - Perú Posible: 3 871 167 (36,51 %)
  - Partido Aprista Peruano: 2 732 857 (25,77 %)
  - Unidad Nacional: 2 576 653 (24,30 %)
  - FIM: 1 044 207 (9,85 %)
  - Otros: 422 836 (3,57 %)

#### Segunda vuelta
Con acuerdos entre los negociadores de los partidos que pasaron a la segunda vuelta y la ayuda de la Asociación Civil "Transparencia", dieron como resultado la programación del debate presidencial. Este se desarrolló el 19 de mayo, a las 20:00 horas entre los candidatos presidenciales de cada partido: Alejandro Toledo (Perú Posible) y Alan García (APRA), en el "Hotel Marriott". Fue moderador el periodista Güido Lombardi.
El día de las elecciones (3 de junio), en el tradicional "flash electoral" la diferencia entre ambos candidatos, si bien disminuyó considerablemente tras el debate, adjudicó la victoria a Perú Posible y la derrota de Alan García con más del 5 % de diferencia.
- Resultados de la segunda vuelta: (votos válidos)
  - Perú Posible: 5 548 209 (53,08 %)
  - Partido Aprista Peruano: 4 904 813 (46,92 %)

### Elecciones generales de 2011
El 10 de noviembre de 2010 anunció por su cuenta oficial de Twitter su postulación a la presidencia, luego mediante una conferencia de prensa, anunció que sería candidato en las elecciones generales del Perú de 2011; igualmente lo hizo mediante comerciales en los programas más sintonizados del país.
| Candidatos       | Candidatos               | Candidatos               |
| a la Presidencia | a la 1.ª Vicepresidencia | a la 2.ª Vicepresidencia |
| ---------------- | ------------------------ | ------------------------ |
| Alejandro Toledo | Carlos Bruce             | Javier Reátegui          |

#### Primera vuelta
Toledo quedó en cuarto lugar, quedando así fuera de la segunda vuelta a la que entraron Ollanta Humala y Keiko Fujimori
- Resultados de la primera vuelta: (votos válidos)
- Alianza Gana Perú 31,69 %
- Fuerza 2011 23,68 %
- Alianza por el Gran Cambio 18,56 %
- Alianza Perú Posible 15,60 %

### Elecciones generales del 2016
Toledo obtuvo el 1,07 % de votos emitidos y el 1,30% de votos válidos.
| Candidatos       | Candidatos               | Candidatos               |
| a la Presidencia | a la 1.ª Vicepresidencia | a la 2.ª Vicepresidencia |
| ---------------- | ------------------------ | ------------------------ |
| Alejandro Toledo | Marcial Ayaipoma         | Carmen Omonte            |

## Gobierno (2001-2006)

### Ámbito internacional

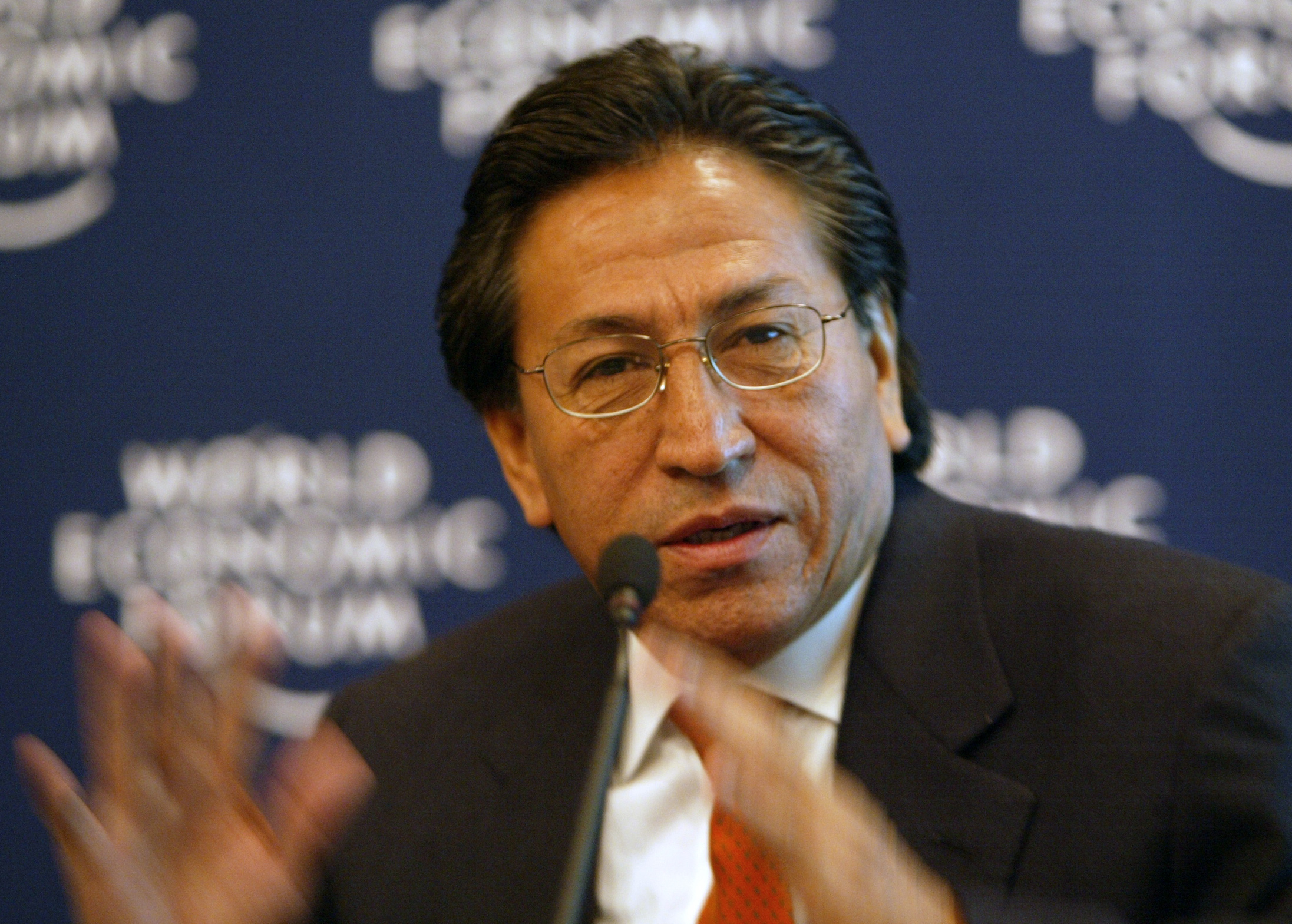
Alejandro Toledo, en el Foro Económico Mundial.

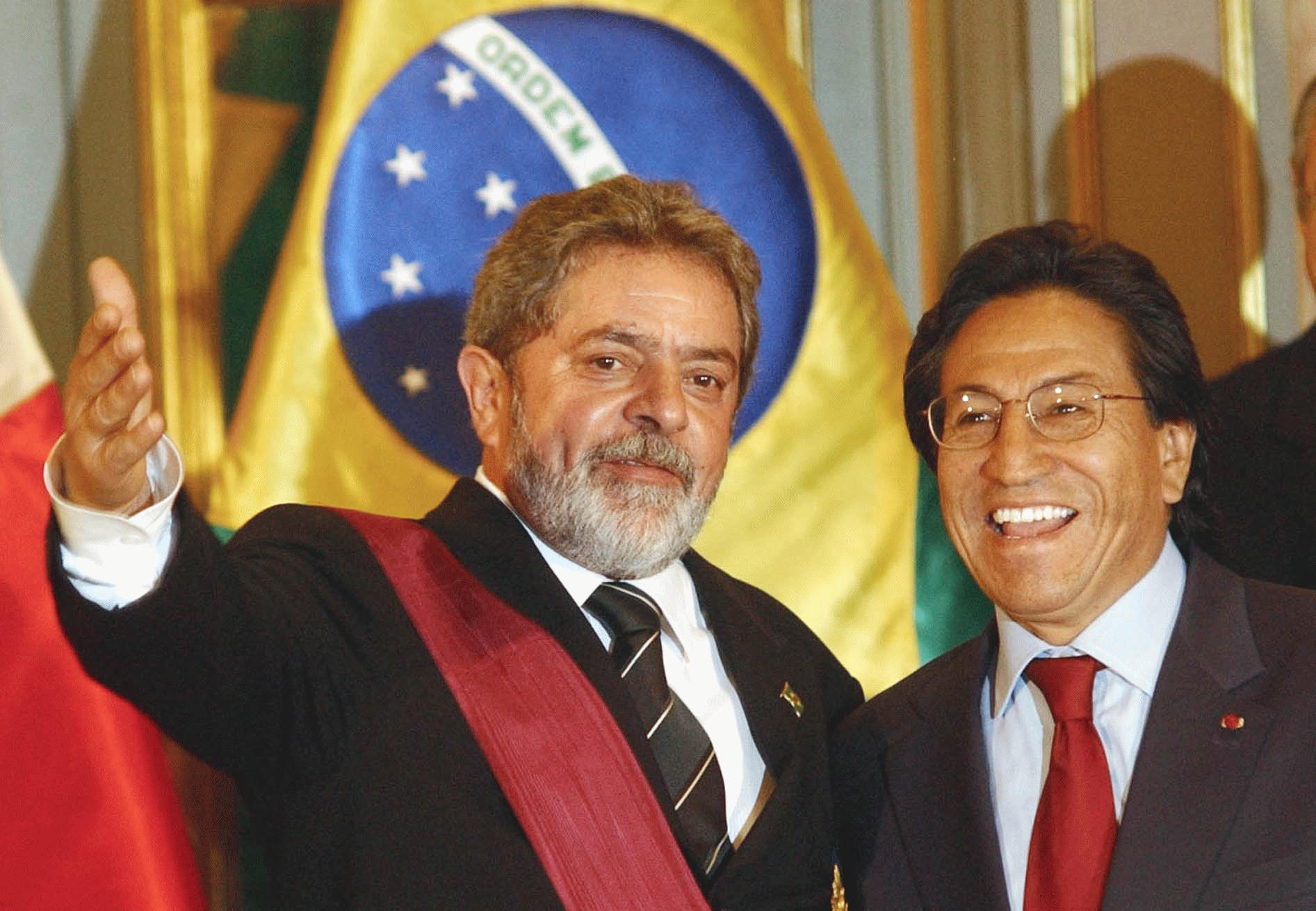
Alejandro Toledo junto con su homólogo brasileño Luiz Inácio Lula da Silva.

Toledo, ya como presidente, procedió a normalizar las relaciones diplomáticas con el gobierno de Venezuela, después de estar deterioradas durante el gobierno interino de su predecesor Valentín Paniagua, por el caso de Vladimiro Montesinos. Estas, sin embargo, no serían duraderas.
Las relaciones con el gobierno de Japón se deterioraron desde un primer momento después de la negativa de este de extraditar al expresidente Fujimori, por el cargo de diversos delitos y en donde Toledo insistió en su entrega.
En el aspecto integracionista Toledo, estableció acuerdos económicos con Brasil, en donde destacan proyectos en conjunto para mejorar las comunicaciones entre ambos países y con Bolivia. Con Estados Unidos promovió y aceleró las negociaciones para el Acuerdo de Promoción Comercial Perú - E.U.A., junto con Ecuador y Colombia.
La Comunidad Sudamericana de Naciones fue una propuesta suya para realizar el sueño de Simón Bolívar de integración sudamericana. Esto fue fruto de las relaciones con sus homólogos sudamericanos.
Toledo, junto con los presidentes Tabaré Vázquez de Uruguay y Sebastián Piñera de Chile, han sido los únicos jefes de Estado latinoamericanos en visitar Israel de manera oficial. En este viaje, se entrevistó con el presidente israelí Moshé Katsav (quien brindó honores militares a su llegada al país) y el entonces primer ministro Ariel Sharón, seguido por su presencia en una sesión especial del Knesset. El motivo de este viaje fue promover en Israel el sector exportador peruano y la inversión israelí en materia agropecuaria y tecnológica en el Perú.
De la misma manera, procedió hacia Jordania, donde dialogó acerca del intercambio económico entre los dos países y visitó la colonia peruana en dicha nación árabe. No se reunió, en cambio, con el presidente Palestino, Mahmud Abbas.
El 28 de octubre de 2005 fue presentado un proyecto de ley en el Congreso de la República del Perú que indicaba el establecimiento de líneas de bases para la definición del dominio marítimo sobre el Océano Pacífico. Aprobado este proyecto el 3 de noviembre de 2005, fue promulgado por el presidente Toledo el mismo día. La promulgación de esta ley generó un fuerte rechazo por parte del gobierno del entonces presidente chileno Ricardo Lagos, quien logró el apoyo del gobierno del Ecuador para fortalecer su posición. Este hecho marcó un distanciamiento en la relación entre el Perú y Chile, contrastando con las cálidas relaciones diplomáticas que existían al inicio de su gobierno.
A pesar de la controversia que se generó con dichos países, varias personalidades políticas manifestaron su apoyo a la postura del gobierno, que aseguró que esto era un tema interno del Perú. Inmediatamente, el gobierno empezó una campaña para suscribir a la nación a la "Convención del Mar".
La llegada sorpresiva del expresidente Alberto Fujimori a Chile, a escasos meses de las Elecciones Generales, generó un terremoto político en su gobierno debido a los cargos que se le seguían a Fujimori. Inmediatamente se procedió a buscar la extradición de Fujimori al Perú, logrando una victoria solventada por la izquierda chilena, al asegurar su detención y posterior enjuiciamiento en Chile. Después de un largo proceso Chile concedió la extradición de Fujimori basado en una serie de delitos entre ellos los de lesa humanidad por los cuales el exmandatario ha sido enjuiciado y declarado culpable
En el año 2006 se volvieron a deteriorar nuevamente las relaciones diplomáticas con Venezuela por discrepancias con respecto al AlCA, la Comunidad Andina y de acusar al presidente Hugo Chávez de intromisión en los asuntos internos peruanos (específicamente al manifestar su apoyo incondicional al candidato presidencial Ollanta Humala en las elecciones 2006).
Su gobierno ha tenido como hitos los Tratados de Libre Comercio con el Mercosur, la Comunidad Andina y Tailandia y el muy importante Acuerdo de Promoción Comercial (APC) con Estados Unidos que fue aprobado por el Congreso Peruano el 26 de junio de 2006.

### Ámbito local
Alejandro Toledo comenzó su gobierno con aproximadamente 55% de aprobación. Algunos escándalos, explotados por la oposición, pronto harían mella en su aprobación; así, durante buena parte de su mandato este tuvo un solo dígito porcentual de aceptación, con picos de hasta solo 7%. En junio y julio de 2002, hubo fuertes movilizaciones contra la privatización de "Egasa" y "Egesur" (adquiridas por la empresa belga "Tractebel") con gran intensidad de disturbios, especialmente en Arequipa. El hecho tuvo un impacto político aún mayor debido a la promesa hecha por Toledo durante su campaña electoral de no vender las firmas de energía. Las protestas llevaron a la caída del primer gabinete de Toledo y a la instauración de un "Estado de Emergencia" en dicha Región.
Ese mismo año, La Asociación Pro Derechos Humanos (APRODEH) y familiares de los insurgentes abatidos por el gobierno durante la Crisis de la Embajada Japonesa empezaron acciones legales contra el Estado. Estas se basaron primordialmente en el testimonio de algunos exrehenes, quienes aseguraron haber visto al menos a uno de los emerretistas con vida tras el asalto, lo cual fue desmentido posteriormente. Alejandro Toledo, comprometido con investigar los excesos cometidos por la administración de Alberto Fujimori y el respeto a los derechos humanos, brindó su total respaldo hacia las Fuerzas Armadas, aprobando que el Comando Chavín de Huántar liderara la Parada Militar del 2002.

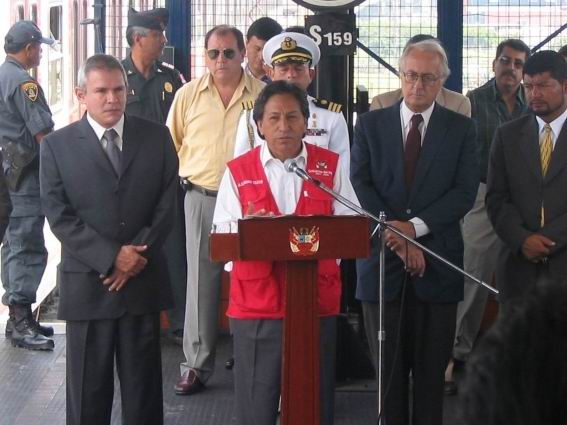
Alejandro Toledo (al centro), junto al alcalde de Lima, Luis Castañeda Lossio.

En 2003, se vivió una huelga general de los maestros del Estado entre los meses de junio y julio, junto con otras de los médicos y enfermeras del sector público, el poder judicial y los agricultores y cocaleros, que dieron un clima de desgobierno que culminó con la declaración del Estado de emergencia o de excepción es decir el recorte de las garantías y libertades constitucionales por un mes. Los sucesos llevaron nuevamente a la dimisión de varios ministros.
En el año 2004, hubo fuertes rumores de una posible vacancia presidencial, con un paro nacional convocado por la Confederación General de Trabajadores (CGTP) y por la oposición, liderada por el APRA con Alan García el 14 de julio de ese año. Aunque la huelga fracasó y las aguas se calmaron y no se planteó formalmente la vacancia esta fue usada como elemento de presión de las fuerzas políticas.
El 1 de enero de 2005, el mayor retirado del Ejército Peruano Antauro Humala (hermano del exmilitar y expresidente Ollanta Humala) encabezó junto con un grupo de seguidores denominados etnocaceristas (nacionalistas indigenistas) el asalto y toma de la comisaría de Andahuaylas. Los sucesos llevaron de inmediato a la renuncia del entonces ministro del Interior, César Reátegui, dirigente de Perú Posible. La acción subversiva fue develada el 3 de enero con un saldo de 4 policías y 2 etnocaceristas muertos, y Antauro Humala fue arrestado.
En el último día de su gobierno, el presidente Toledo inauguró la llamada Plaza de la Democracia, ubicada en el lugar donde se produjo el incendio del Banco de la Nación y la muerte de seis guardias de seguridad. Al día siguiente; minutos antes de llegar al Parlamento para entrega el poder; manifestó que a pesar de los altos y bajos de su administración, "Entré [a la Presidencia] por la puerta grande y salgo por la puerta grande".
En los últimos seis meses de su mandato se registró un incremento de aprobación de su gestión de entre el 10 % al 30 % a nivel nacional. Toledo terminó su mandato con un 47.1 % de aprobación en el ámbito capitalino, según la encuestadora CPI.

### Balance nacional
Diversos analistas y políticos –como Rafael Rey, Martha Hildebrandt, el sociólogo Julio Cotler y el psicoanalista Jorge Bruce- consideran que el gobierno de Alejandro Toledo fue un período de relativa estabilidad política y económica. Su gobierno emprendió medidas neoliberales, en donde las estadísticas macroeconómicas indican un sostenido crecimiento en la economía peruana y una mayoritaria aprobación de las mismas. Entre los motores del crecimiento que se inició con las empresas mineras instaladas principalmente en la década pasada, se pueden nombrar proyectos de gran envergadura, como el Gas de Camisea o la Carretera Interoceánica; así como la creciente expansión de diversos sectores como construcción, minería y agroindustria.
Las políticas económicas de Toledo pueden describirse como un libre comercio neoliberal o fuertemente favorable. Heredó una economía nacional que en la década anterior había experimentado un PIB inestable con períodos de crecimiento y contracción, así como déficits fiscales que con frecuencia ascendían a más del 2% del PIB. La inflación no había caído por debajo del 23% hasta 1995 y todavía era temida por muchos. En respuesta, Toledo desarrolló políticas centradas en combatir la pobreza, generar empleo, descentralizar el gobierno y modernizar el estado.
Entre las iniciativas de Toledo diseñadas para generar ingresos y transformar la economía estaban los planes de privatizar las industrias nacionales. El primer gran esfuerzo de este tipo fue la venta de $ 167 millones de dos compañías eléctricas estatales. Las protestas en la ciudad de Arequipa se volvieron violentas cuando los peruanos reaccionaron con ira ante la perspectiva de despidos y electricidad a precios más altos. También recordaron que miles de millones de dólares obtenidos de la privatización bajo la administración Fujimori habían terminado llenando las cuentas bancarias personales del presidente. Toledo decidió no llevar a cabo la venta de compañías eléctricas, pero prometió continuar los esfuerzos de privatización, que fueron una disposición clave de un acuerdo alcanzado con el Fondo Monetario Internacional. Toledo había prometido recaudar 700 millones de dólares a través de la privatización en 2001 y mil millones de dólares en 2002. Aunque no logró cumplir estos objetivos, el FMI aprobó un desembolso de $ 154 millones a Perú en diciembre de 2002 y permitió al país elevar el objetivo de déficit fiscal en su acuerdo.
Aunque Toledo originalmente prometió recortes de impuestos, las protestas violentas de los funcionarios públicos provocaron el aumento en el gasto del sector social que Toledo también había prometido, lo que exigió aumentos de impuestos. Para abordar la reforma fiscal en junio de 2003, nombró a la primera ministra del Perú, Beatriz Merino, que rápidamente presentó propuestas al congreso. Entre las sugerencias estaban recortes salariales para los funcionarios del sector público mejor pagados, incluida una reducción salarial del 30 % para el propio Toledo, un recorte general del 5 % para todas las agencias y ministerios, aumentos de impuestos sobre la cerveza, los cigarrillos y el combustible, y una extensión del 18 % del impuesto sobre las ventas y el valor agregado a, entre otras cosas, viajes en autobús de larga distancia y entretenimiento en vivo. El paquete final también incluyó la eliminación de exenciones impositivas, la introducción de un impuesto corporativo mínimo, el cierre de lagunas fiscales para los ricos y el fortalecimiento de los regímenes impositivos inmobiliarios del gobierno local.
Durante los cinco años de Toledo como presidente, la economía peruana experimentó 47 meses consecutivos de crecimiento y creció a una tasa promedio de 6 % anual, mientras que la inflación promedió 1.5 % y el déficit se hundió tan bajo como 0.2 % del PIB. Entre 2004 y 2006, el empleo creció a una tasa promedio del 6%, el porcentaje de personas que viven en la pobreza disminuyó y el consumo de alimentos por parte de los segmentos más pobres de la población aumentó dramáticamente. Gran parte de este crecimiento se ha atribuido a los acuerdos de libre comercio firmados con los Estados Unidos, China, Tailandia, Chile, México y Singapur.
En un intento por aumentar las remesas de los peruanos en el extranjero, el Ministerio de Relaciones Exteriores de Toledo buscó fortalecer el vínculo entre los migrantes peruanos y su tierra natal a través de la creación de consejos consultivos.

### Balance regional
Muchos descentralistas valoran que convocó a elecciones regionales y municipales el año 2003. Toledo siempre decía "más vale la descentralización efectiva, que demorar en la regionalización política", parafraseando los criterios tomados del libro Gobiernos regionales del ingeniero politólogo Andrés Tinoco Rondán.

## Polémicas
- Toledo fue criticado por muchos años por no reconocer a una hija fuera del matrimonio (Zaraí Toledo) desde que su madre lo reclamara en una sentencia de 1991, años después de estar inscrita en el Concejo Provincial de Piura (1987).[76] Durante el proceso, se realizaron varias pruebas de ADN para identificar a Zaraí como su hija.[77][78][79] Tras 14 años de negación, y un petición de más de diez mil firmas,[80] finalmente se llegó a un acuerdo extrajudicial y se reconoció la paternidad de Zaraí (17 de octubre de 2002).[81][82] Al ser una «cuestión de Estado» por el ministro Fernando Villarán,[83] según la encuestadora Datum a 603 limeños, Zaraí Toledo fue posicionada como la personalidad del año.[84]
- Se le ha acusado de gasto excesivo en finos licores durante su gestión.[85] En agosto de 2011 salió a la luz una filtración en Wikileaks en el cual el polémico exembajador estadounidense en el Perú, John Randle Hamilton, citaba comentarios sobre una supuesta violencia familiar contra su esposa, Eliane Karp.[86]
- Se le ha criticado por los numerosos viajes al balneario peruano de Punta Sal y los gastos que representa.[87][88] También al mediáticamente llamado «avión parrandero», debido a la presencia de actividades festivas con bebidas etílicas en el vehículo presidencial.[89][90][91]
- Una comisión investigadora del Congreso peruano investigó a Toledo por falsificación de firmas en la inscripción de su partido político País Posible (luego Perú Posible).[92][93][94][95] Toledo fue crítico contra la investigación y calificó de «cobarde» a uno de los presentadores de Cuarto poder, responsable de difundir la investigación en ese año.[96]
- Toledo también se ha visto cuestionado debido a su estrecha vinculación con César Almeyda (abogado del presidente que se desempeñó como jefe del Consejo de Inteligencia Nacional) en algunos casos de malversación, tráfico de influencias y corrupción.[97]

## Caso Lava Jato y reclusión
En 2017, Toledo es acusado de lavado de activos al estar presuntamente involucrado en el Caso Odebrecht. El 3 de febrero de este año, a pedido del Ministerio Público, agentes de la PNP allanan la Residencia en Camacho de Alejandro Toledo luego de que Jorge Barata (Exrepresentante de Odebrecht en Perú) revelará haberle entregado 20 millones de dólares a cambio de favorecer a la Empresa Odebrecht en la concesión de los tramos II y III de la Ruta interoceánica Brasil-Perú, cuyos montos habrían sido depositados a las cuentas del multimillonario Israelí Josef Maiman. El 9 de febrero, el Juez Richard Concepción Carhuancho ordena 18 meses de prisión preventiva para el exmandatario y el 10 de febrero el Gobierno lo incluye en la lista de los más buscados del Perú emitiendo una orden de captura internacional (extradición previa al Perú) para lo cual se ofrece una recompensa de S/100 000 por su paradero. Una investigación de Convoca sostiene que el monto adicional que Perú pagó por esos tres tramos asciende a 1.200 millones de dólares.
Toledo, que al momento de la orden de su detención preventiva estaba en paradero desconocido, a través de su abogado Heriberto Benítez reclamó la comparecencia restringida como condición para entregarse, lo que se le negó. La justicia peruana lo declaró prófugo e incluso el gobierno ofreció US$ 100 mil de recompensa para quien informara de su paradero. Conocida su ubicación en los Estados Unidos, se le abrió un cuadernillo de extradición. Para sustentar este pedido ante las autoridades estadounidenses, el Ministerio Público hizo un informe detallado sobre las diversas medidas que Toledo habría dado a favor de la empresa brasileña y que lograron dificultar la intervención y competencia de otras empresas. Entre estos actos, estarían la emisión de resoluciones y decretos relacionados con el proyecto de la Carretera Interoceánica, exoneración del SNIP y reducción de exigencias normativas.
El fiscal también señaló que Camargo Correa depositó 91 mil dólares a una cuenta del banco Citibank del Reino Unido perteneciente a la empresa Tailbridge LTD. Sin embargo, no se sabía quién era el dueño de la cuenta. En total se habría recibió 4 millones de la empresa Brasileña, esto fue confirmado por el colaborador y examigo de Toledo, Josef Maiman.
El 16 de julio de 2019, el expresidente Alejandro Toledo fue detenido preliminarmente en los Estados Unidos, por mandato de la justicia de dicho país. Ello, en atención a su primer pedido de extradición de parte de la justicia peruana, por delitos de tráfico de influencias, colusión y lavado de activos. Fue internado en la correccional Maguire, en el condado californiano de San Mateo. Cuatro años después, en abril del 2023, llegó al Perú después de ser extraditado desde los EEUU, y permanece recluido en el penal Barbadillo, en el distrito de Ate, tras una orden de prisión preventiva en su contra por 18 meses. El exdignatario comparte las instalaciones con su par Pedro Castillo, investigado por un intento de golpe de Estado.
En un juicio que ha captado la atención internacional, realizado el 22 de octubre de 2024, el expresidente Alejandro Toledo fue condenado a 20 años y seis meses de prisión por su implicación en un caso de corrupción vinculado a la constructora brasileña Odebrecht.

## Pospresidencia

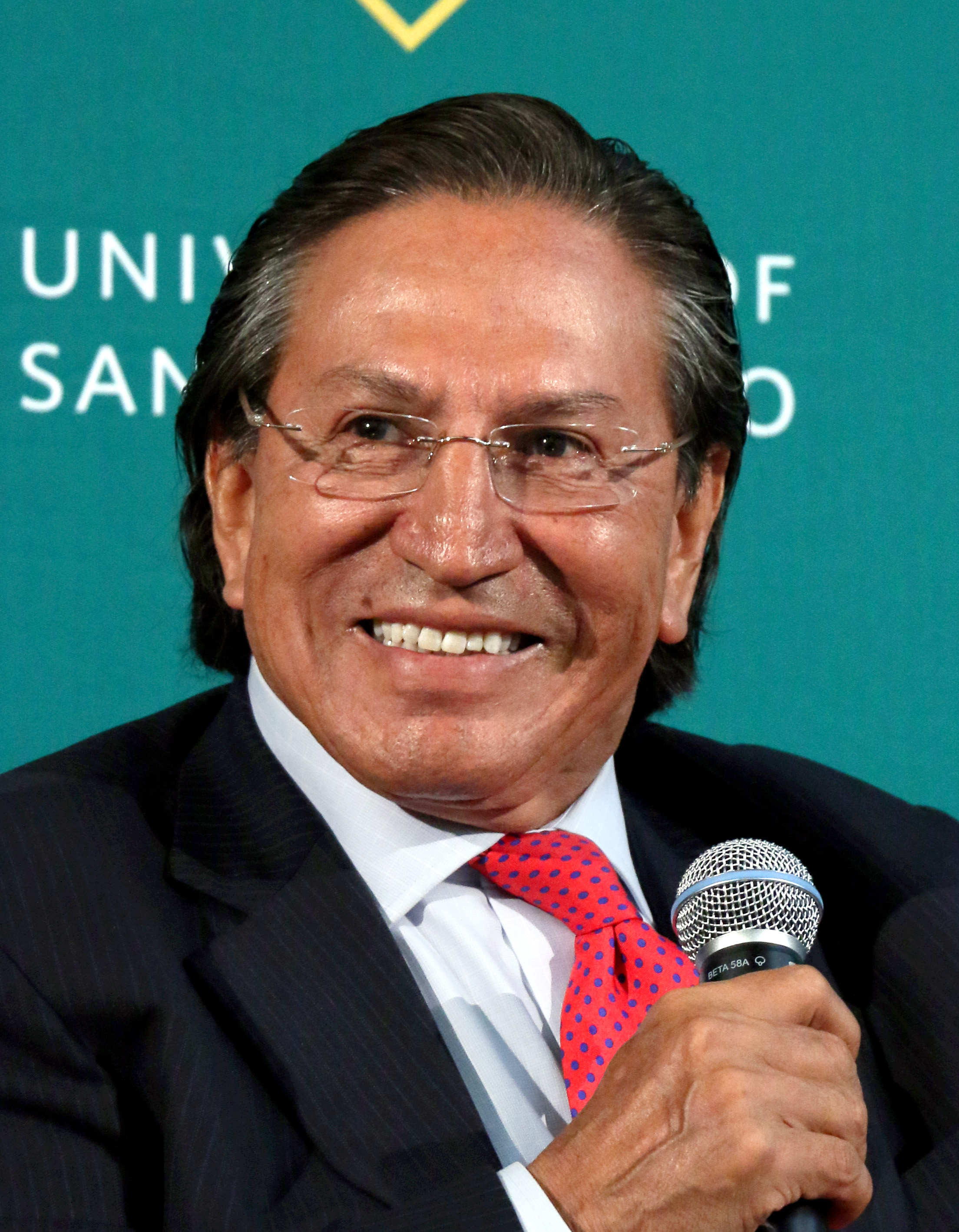
En 2015.

### Profesor e investigador
Después de su período presidencial, Toledo fue a los Estados Unidos, en donde fue un distinguido profesor visitante en residencia en el Centro de Estudios Avanzados en Ciencias del Comportamiento en la Universidad de Stanford durante el año académico 2006-2008. A la par también fue profesor Visitante en la Institución Hoover, también de la Universidad de Stanford.
De 2007 a 2008 fue Distinguido Profesor Visitante del Instituto Freeman Spogli y profesor Visitante del Centro para la Democracia, el Desarrollo y el Estado de Derecho, en la Universidad de Stanford.
En el año 2009 entró a la Institución Brookings, en donde es Distinguido Miembro Sénior (No Residente) en Política Exterior, Economía Global y Desarrollo. Ese mismo año fue nombrado Distinguido Profesor Visitante en la Escuela de Estudios Internacionales Avanzados Paul H. Nitze (Universidad Johns Hopkins), con sede en Washington D. C..
En el año 2012 regresó a la Universidad de Stanford como profesor en el Centro para la Democracia, el Desarrollo y el Estado de Derecho.
En la Universidad Stanford es investigador del Centro para Estudios en las Ciencias del Comportamiento.

### Labor por la democracia
Desde octubre de 2006, forma parte del Centro Carter, del expresidente de Estados Unidos Jimmy Carter (1977-1981); participando como colíder en la observación de las elecciones generales de Nicaragua el 5 de noviembre de 2006.
Al mismo tiempo, Alejandro Toledo fundó el Centro Global para el Desarrollo y la Democracia, con oficinas en América Latina, Estados Unidos y la Unión Europea. Junto con otros diecinueve expresidentes latinoamericanos, Alejandro Toledo trabajo del 2007 al 2009 en la elaboración de la Agenda Social para la Democracia en América Latina para los Próximos 20 Años, que fue presentada en noviembre de 2009 en el marco de la Cumbre Iberoamericana en Estoril, Portugal.
Toledo también es miembro del Comité de Desarrollo Humano de la Organización de las Naciones Unidas para Latinoamérica, así como del Club de Madrid.
En el año 2007, luego del polémico cierre de RCTV en Venezuela, Toledo escribió el artículo Silence = Despotism (Silencio=Despotismo) en New York Times en el cual criticó fuertemente a Hugo Chávez por atentar contra la libertad de expresión; además hizo un llamado a organismos internacionales como la OEA para que intervengan en el cierre del medio de comunicación.
En julio de 2010 el Senado de los Estados Unidos homenajeó a Toledo por sus políticas que contribuyeron en gran medida a la mejora de la economía peruana y porque ayudó a dar grandes pasos en las áreas de educación, salud y reducción de la pobreza.
En 2010 se unió a la "Iniciativa Amigos de Israel", que reúne a políticos y empresarios internacionales para que utilicen su influencia en apoyo de los intereses israelíes.
A lo largo de los años ha recibido más de 65 doctorados en diferentes universidades del mundo, entre ellas la Universidad de Winnipeg, la Universidad de Pekín, la Universidad Estatal de Tiflis y la Universidad Nacional Mayor de San Marcos.
Toledo se presentó nuevamente a las elecciones generales del Perú de 2011, donde quedó en cuarto lugar.
Desde entonces ha mantenido una apretada agenda internacional, que lo ha llevado, entre otras cosas, a reunirse con la Secretaria de Estado de los Estados Unidos, Hillary Rodham Clinton, para un replanteamiento de las relaciones de los EE. UU. con países de Iberoamérica. De igual forma, ha participado en eventos internacionales en Guatemala, donde abogó por integración, y desarrollo social y el fortalecimiento de la democracia, y en Israel, en el marco de la Tercera Conferencia Presidencial Israelí.
En el Oslo Freedom Forum de 2011, Toledo dejó en claro que no apoyaría ni a Ollanta Humala ni a Keiko Fujimori en las elecciones presidenciales de Perú, “Nos mantendremos vigilantes y defensores de la democracia en el Perú" añadió. También afirmó su papel en el futuro añadiendo: “Combatiremos a quienes siendo elegidos democráticamente luego cambian la Constitución y utilizan la careta de la democracia para gobernar autocráticamente". No obstante, días después apoyó abiertamente al candidato nacionalista en estos términos: 

Hemos decidido apoyar sin ambigüedades la candidatura de Ollanta Humala

Tras la victoria de Humala se iniciaron especulaciones sobre un posible cogobierno, debido a las reuniones que tuvo el expresidente con Humala; sin embargo Toledo desmintió los rumores y anunció su apoyo a la gobernabilidad del país.
En septiembre de 2011, Toledo reunió en Lima a 13 expresidentes de Iberoamérica y Europa para la conmemoración de los 10 años de la Carta Democrática Interamericana, en el marco de la VI Cumbre de expresidentes.
En octubre de 2011 participó como Jefe de la misión de observadores del Instituto Nacional Demócrata para los Asuntos Internacionales en las elecciones de la Asamblea General en Túnez. En noviembre del mismo año fue invitado por el rey Mohamed VI de Marruecos para hablar sobre los efectos de la Primavera Árabe y la democracia; en esta visita se le entregó las llaves de la ciudad de Rabat; luego de ello criticó ante la prensa internacional las formas de gobierno en Venezuela y Nicaragua.
En septiembre de 2012 fue nombrado entre los 20 Héroes de la Inclusión del Mundo por la revista Quarterly Americas del Consejo de las Américas, por sus logros como presidente al disminuir la pobreza de 54,4 % a 45 %.
En marzo de 2013 participa como conferenciante principal en la XV Conferencia sobre Latinoamérica que realiza la Escuela de Negocios de la Universidad de Harvard, donde expuso sobre los cambios que la región latinoamericana y el desarrollo económico. Luego de ello participó en el Palm Beach Strategic Forum sobre el crecimiento económico, dado en Florida. Del mismo modo fue panelista del foro sobre Latinoamércia organizado por The Annenberg - Drier Commission - Americas Society en California; del Ambrosetti Forum en Cernobbio, Italia y del World Business Forum Latinamerica en México.
En diciembre de 2013 participa en la conferencia anual del Club de Madrid, realizada en la ciudad de Coolum, Queensland. En dicha reunión, diferentes exmandatarios hablaron sobre el futuro de América Latina y el impacto que tiene los cambios económicos mundiales en las sociedades.
A inicios de 2015 publica el libro La sociedad compartida. Una visión para el futuro global de América Latina.

## Obras e investigación
- 2015, La sociedad compartida: una visión para el futuro global de América Latina. Editorial Planeta
- 2014, Crecer para incluir: lo hicimos juntos : 2001-2006 : cinco años en los que se sembró el futuro. Editorial Planeta
- 1993, América Latina: la gerencia de la estabilización y del crecimiento en períodos de crisis: el caso peruano Universidad de Harvard
- 1993, Perú en crisis: la urgencia del crecimiento y la economía mundial globalizada. Universidad de Harvard
- 1991, North-South’s growth challenge for the 1990s. ESAN-IDE
- 1991, Las otras caras de la sociedad informal: una visión multidisciplinaria. ESAN-IDE. Con Alain Chanlat.
- 1990, La decada perdida de los ochenta y el reto de crecer en los noventa: la experiencia Peruana. ESAN-IDE
- 1990, Perú y América Latina en crisis: cómo financiar el crecimiento. Editor, ESAN-IDE
- 1988, Financiamiento del crecimiento económico del Perú en crisis: inversión productiva y comercio internacional en el mediano plazo. ESAN
- 1986, Márgenes de maniobra financiera externa del Perú, 1985-1990. ESAN-IDE